# Leptogorgia hebes
Leptogorgia hebes is een zachte koraalsoort uit de familie Gorgoniidae. De koraalsoort komt uit het geslacht Leptogorgia. Leptogorgia hebes werd in 1869 voor het eerst wetenschappelijk beschreven door Verrill. 